# Werner Kruse (Komponist)
Werner Kruse (* 5. Januar 1910 in Zürich; † 18. Januar 2005 in Stuls) war ein Schweizer Komponist und jazzbeeinflusster Pianist.

## Leben und Wirken
Kruse studierte an der Musikakademie Zürich, die er mit dem Klavierdiplom abschloss. Schon während seines Studiums zeichnete er sich als improvisierender Musiker aus. Anschliessend lernte er Dirigieren bei Felix Weingartner und war zu Instrumentationsstudien bei Michael Krausz in Wien. Er wirkte als Kapellmeister an den Theatern von Schaffhausen und Luzern, komponierte aber auch die Musik zu Labiches „Der Florentinerhut“ im Wiener Theater in der Josefstadt und leitete die dortige Aufführung. Als musikalischer Leiter der Komödie Basel schuf er viele Bühnenmusiken. Ausserdem wirkte er bei Radioaufnahmen als swingorientierter Pianist. Zusammen mit Fred Böhler spielte er 1940 ein Duo für Columbia Records ein. 1955 gelangte sein mit Jazzelementen durchsetztes Klavierkonzert in As in Basel zur Aufführung. Für die Expo64 komponierte er elektronische Musik für den Modepavillon. Seit den 1940er Jahren schrieb er für zahlreiche Spiel-, Dokumentar-, Industrie- und Werbefilme Filmmusiken, etwa 1962 Der 42. Himmel  (zusammen mit Hans Moeckel); auch nahm er als Dirigent und musikalischer Leiter Filmmusiken auf. Zudem komponierte und spielte er Musik für viele Kabaretts, etwa das Cabaret Cornichon, Die Pfeffermühle um Erika Mann, das Cabaret Fédéral, das Düsseldorfer Kom(m)ödchen und in den 1960er Jahren für kabarettistische Programme von César Keiser und Margrit Läubli.
1977 zog er sich aufgrund einer chronischen Krankheit nach Stuls zurück; dort komponierte er ein Streichquartett und weitere kammermusikalische Werke.

## Filmografie (Auswahl)
- 1941: Bider der Flieger
- 1942: Der Kegelkönig (De Chegelkönig)
- 1950: Es liegt was in der Luft
- 1959: Hast noch der Söhne ja...?
- 1961: Demokrat Läppli
- 1961: Die Schatten werden länger
- 1962: Der 42. Himmel
- 1965: Flucht ins Paradies
- 1968: Bonditis